# Palomino fino
Palomino Fino är den främsta vindruvan i starkvinet sherry. Vindruvan anses däremot inte ge bordsviner av någon högre kvalitet.